# Sonate pour piano de Goubaïdoulina
Pour les articles homonymes, voir Sonate pour piano (homonymie).
La Sonate pour piano est une œuvre pour piano seul de Sofia Goubaïdoulina, composée en 1965.

## Histoire
C'est la deuxième sonate pour piano de la compositrice, après une première sonate composée en 1960.
Elle est achevée en 1965 et dédiée à Henriette Mirvis, une pianiste qui a enseigné au Conservatoire Tchaïkovski de Moscou. L'œuvre est créée en 1967 par Maria Gambaryan (née à Erevan en 1925).

## Structure
1. Allegro
2. Adagio
3. Allegretto

Sa durée d'exécution est d'environ quinze minutes.

## Analyse
Cette sonate fait partie des œuvres dans lesquelles Sofia Goubaïdoulina recourt aux techniques de la musique sérielle.

## Discographie
- Andreas Haefliger, 1996 (Sony)[2]
- Diana Baker, 2006 (Stradivarius)